# Lac de Campotosto
Le lac artificiel de Campotosto se trouve entre la chaîne du Gran Sasso et les monts de la Laga, dans le parc national du Gran Sasso e Monti della Laga. 

## Description
Il a une forme de fer à cheval et son nom vient du village de Campotosto au nord du lac, qui est le deuxième plus haut village des Abruzzes (1 420 mètres). Le lac lui-même se situe à 1 313 mètres. Sa superficie atteint 14 km2. C'est un fait surprenant pour le rapport surface/altitude (rarement on voit des lacs aussi grands à de si hautes altitudes en Europe). 

### Réserve naturelle
Ce lac fait aussi partie d'une réserve naturelle et accueille chaque hiver des milliers d'oiseaux, .